# Wasatch Front

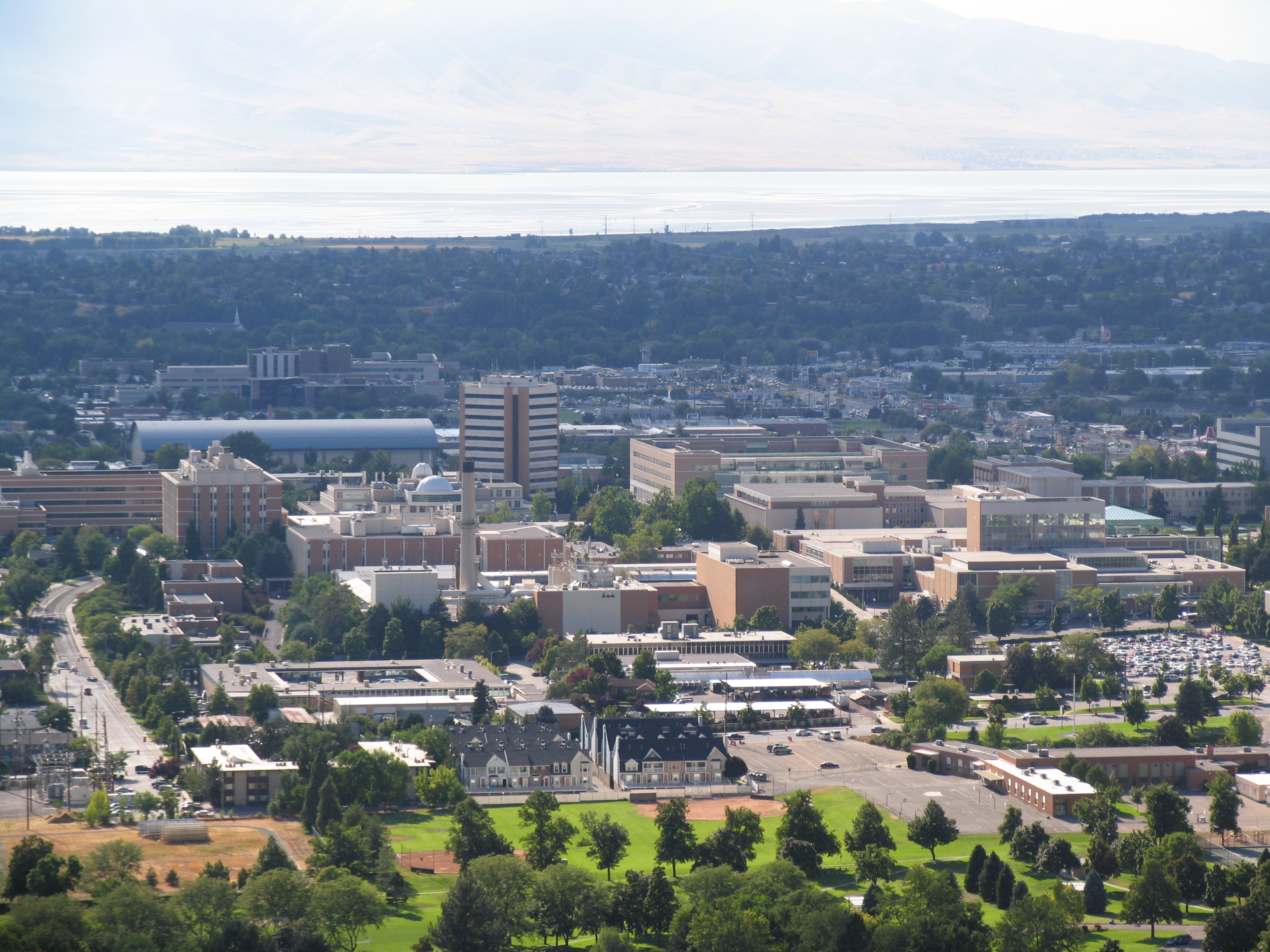
Pohled na město Provo.

Wasatch Front je metropolitní oblast v centrální části na severu státu Utah ve Spojených státech amerických. Nachází se podél pohoří Wasatch Range a přibližně 80% obyvatel celého Utahu žije právě v této oblasti. Největšími městy oblasti jsou Salt Lake City, Provo a Ogden.